# Вялимяки, Паси
Паси Вялимяки (фин. Pasi Välimäki; род. 1 сентября 1965, Турку) — финский военный деятель. Генерал-лейтенант, с 1 января 2022 года является командующим сухопутных войск Финляндии.

## Биография
В 1986 году окончил проходить службу в бронетанковой бригаде, став офицером запаса. Затем поступил на учёбу в Национальный университет обороны в Хельсинки, который окончил в 1989 году.
В 2010 году получил степень магистра делового администрирования в Университете Аалто в Хельсинки и магистра наук в области стратегии национальной безопасности в Национальном военном колледже в Вашингтоне в 2016 году
Занимал различные должности в разведке и войсках связи, был командиром подразделения, служил и на учебных должностях. За пределами Финляндии проходил службу военным наблюдателем ООН в Социалистической Федеративной Республики Югославия (UNPROFOR, UNMOP), начальником разведки финляндского батальона в Косово (KFOR), офицером связи в Межвидовом командовании Вооружённых сил США в Норфолке и заместителем начальника оперативного отдела в Северном штабе регионального командования, а также в Международных силах содействия безопасности в Афганистане.
В 2017 году был назначен командиром Карельской бригады, где служил до 2019 года. Затем перешёл на должность заместителя начальника оперативного штаба Сил обороны Финляндии. В 2022 году назначен командиром сухопутных войск Финляндии.